# Stemma di Nocera dei Pagani
Lo stemma di Nocera dei Pagani consisteva in uno scudo riportante un albero di noce sradicato. È all'origine diretta degli stemmi di Nocera Superiore e di Nocera Inferiore e, indirettamente, di quelli di Pagani e di Sant'Egidio del Monte Albino.

## Blasonatura
Secondo il De' Santi, nell'opera Memorie delle famiglie nocerine, l'arme aveva lo scudo araldico color oro e portava un albero di noce al naturale, lo stesso autore riferisce anche di una blasonatura alternativa («come più generalmente ritenuta») d'azzurro all'albero di noce coi frutti d'oro pendenti dai rami. Lo stesso autore riporta che secondo Monsignor Lunadoro e il Maruggi sarebbe stata insegna di Nocera «donna di abito purpureo, in atto di ferire con acuto ferro, giovane addormentato in letto: insegna che rammenterebbe il racconto del greco Dositeo, riportato da Plutarco, circa le origini nocerine, ma della quale non si ha storica certezza».

## Storia

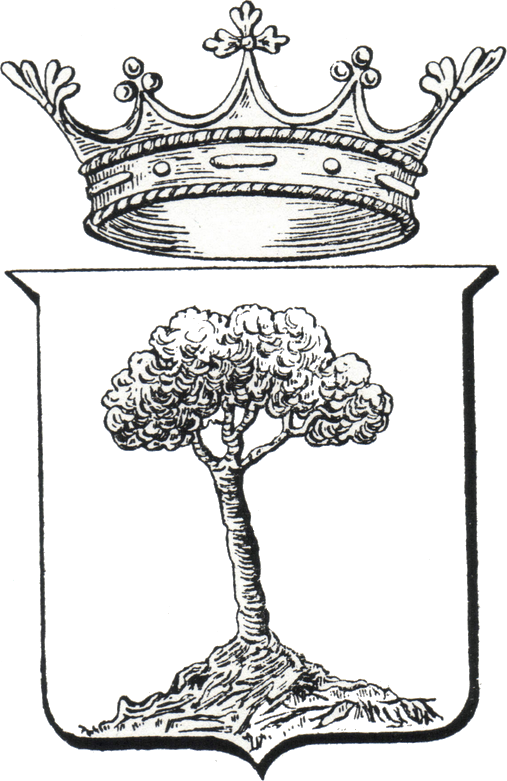
Riproduzione dello stemma, datata 1915

L’assunzione dello stemma con il noce (latino: nux) da parte della città risale al secolo XVI, benché la sua origine sia antecedente, essendo già in uso dalla famiglia dei Conti di Nocera, derivata dai Dauferidi nell’XI secolo.
È uno stemma parlante, i cui elementi dello scudo richiamano il nome del possessore; in realtà il nome Nocera ha un'etimologia completamente diversa. Esemplari dello stemma scolpito sono presenti presso la chiesa del Corpo di Cristo risalente al 1575; un altro esempio può essere visto presso l'antica sede dell'universitas posta tra via Alberto Malet e piazza Corpo di Cristo a Pagani.
Altrettante rilevanze sono visibili su due portoni presso Capocasale ed il Casale del Pozzo, due borgate di Nocera Inferiore, un'altra rappresentazione dello stemma cittadino è presente sull'antico portale d'ingresso del Convento di Santa Maria degli Angeli di Nocera Superiore. Infine sul campanile cinquecentesco del convento di sant'Antonio è visibile uno scudo spagnolo recante la blasonatura col noce.

## Stemmi comunali
Dalla dissoluzione dell'antica civitas di Nocera dei Pagani sono derivati cinque comuni, quattro dei quali portano un albero nel loro stemma.

### Nocera Inferiore
Nocera Inferiore utilizza uno stemma direttamente derivato dall'antica arme di Nocera dei Pagani.
Lo stemma, che è stato brisato con una bordura di rosso, ha la seguente blasonatura: 
(D.P.R. 20.12.2013 concessione di stemma e gonfalone)
Sullo stemma in uso in precedenza erano presenti due gigli d'argento posti ai lati del fusto del noce.

### Nocera Superiore
Lo stemma di Nocera Superiore, riconosciuto con D.P.R del 6 aprile 1987, deriva direttamente da quello dell'antica città di cui usa la versione con fondo azzurro. Ha la seguente blasonatura: 

### Pagani
Secondo lo statuto comunale l'arme ha la seguente descrizione: 
Il tipo di albero riportato in realtà riprende un albero realmente esistito, un pino d'Italia, presso il primo campo comunale, l'omonimo Campo del Pino, poi trasformato in giardino pubblico.

### Sant'Egidio del Monte Albino
Lo stemma comunale, riconosciuto con decreto del 28 maggio 1913, ha la seguente blasonatura: 
Riprende quello dell'abbazia benedettina fondatrice della cittadina; il blasone è presente su una bolla di Papa Paolo III del 1549 ancor oggi conservata presso l'abbazia di Santa Maria Maddalena in Armillis.

## Galleria d'immagini

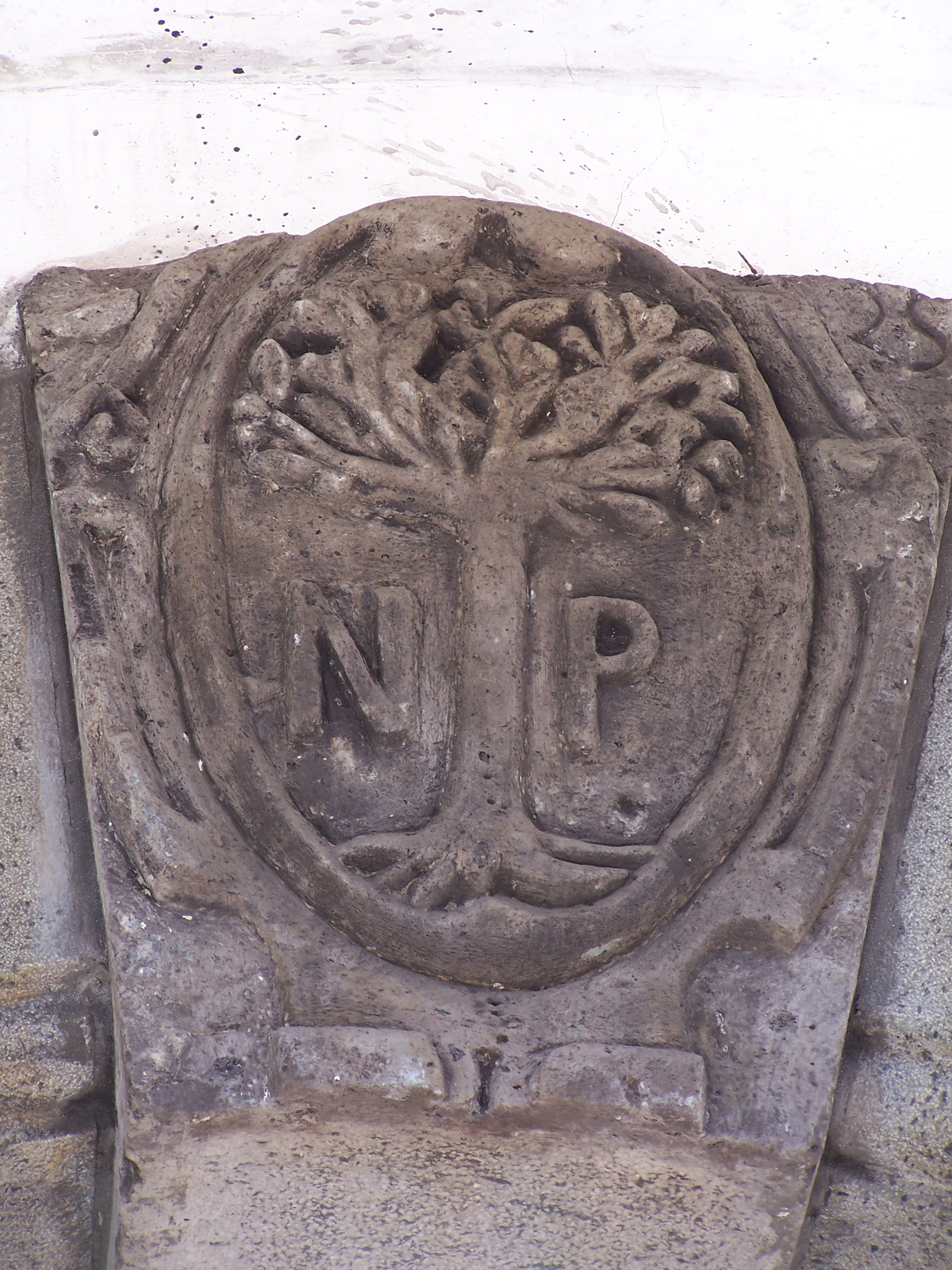
Stemma di Nocera dei Pagani presso Palazzo Gatto di Pagani
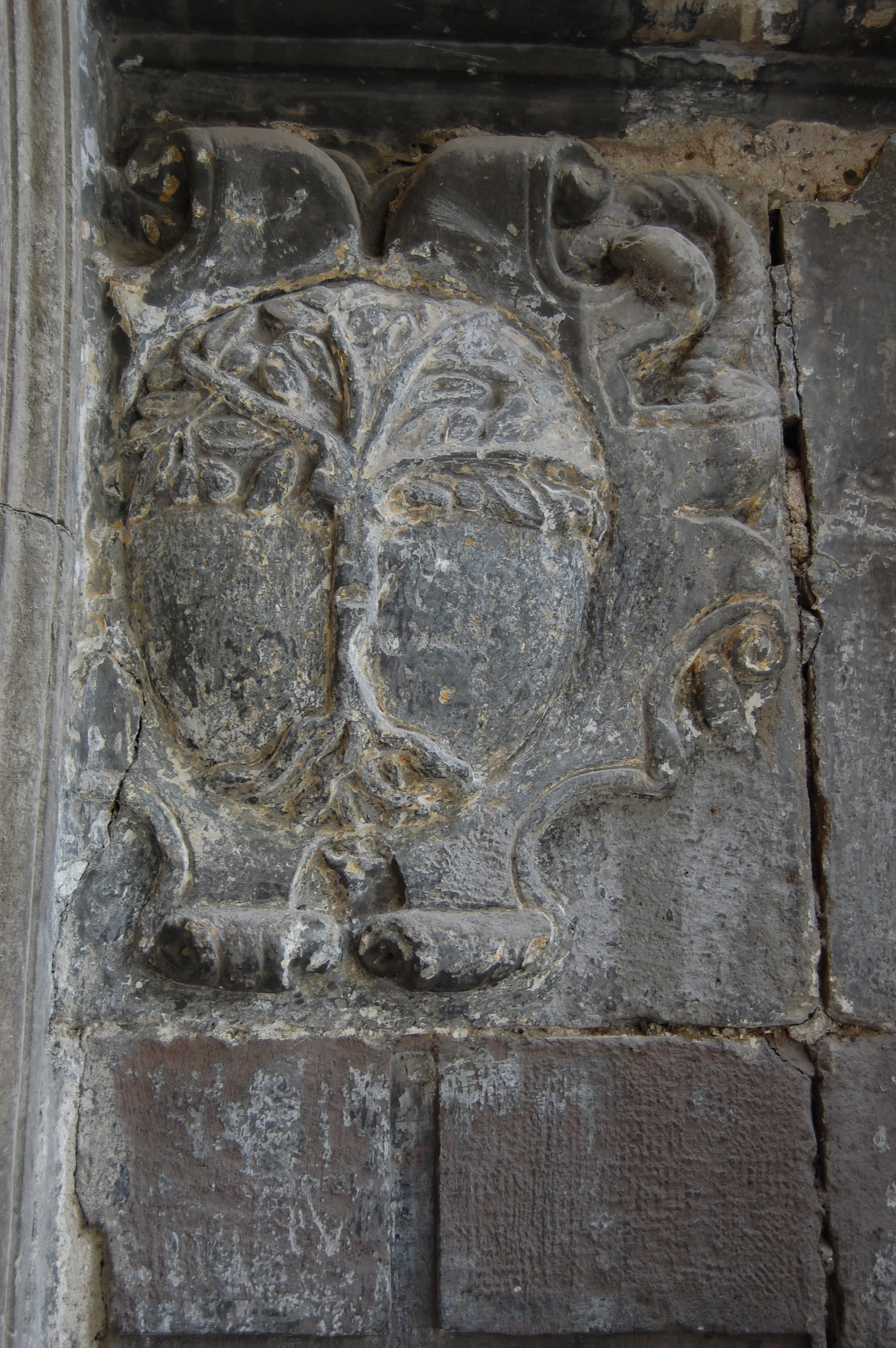
Stemma di Nocera dei Pagani presso la chiesa del Corpo di Cristo a Nocera Inferiore
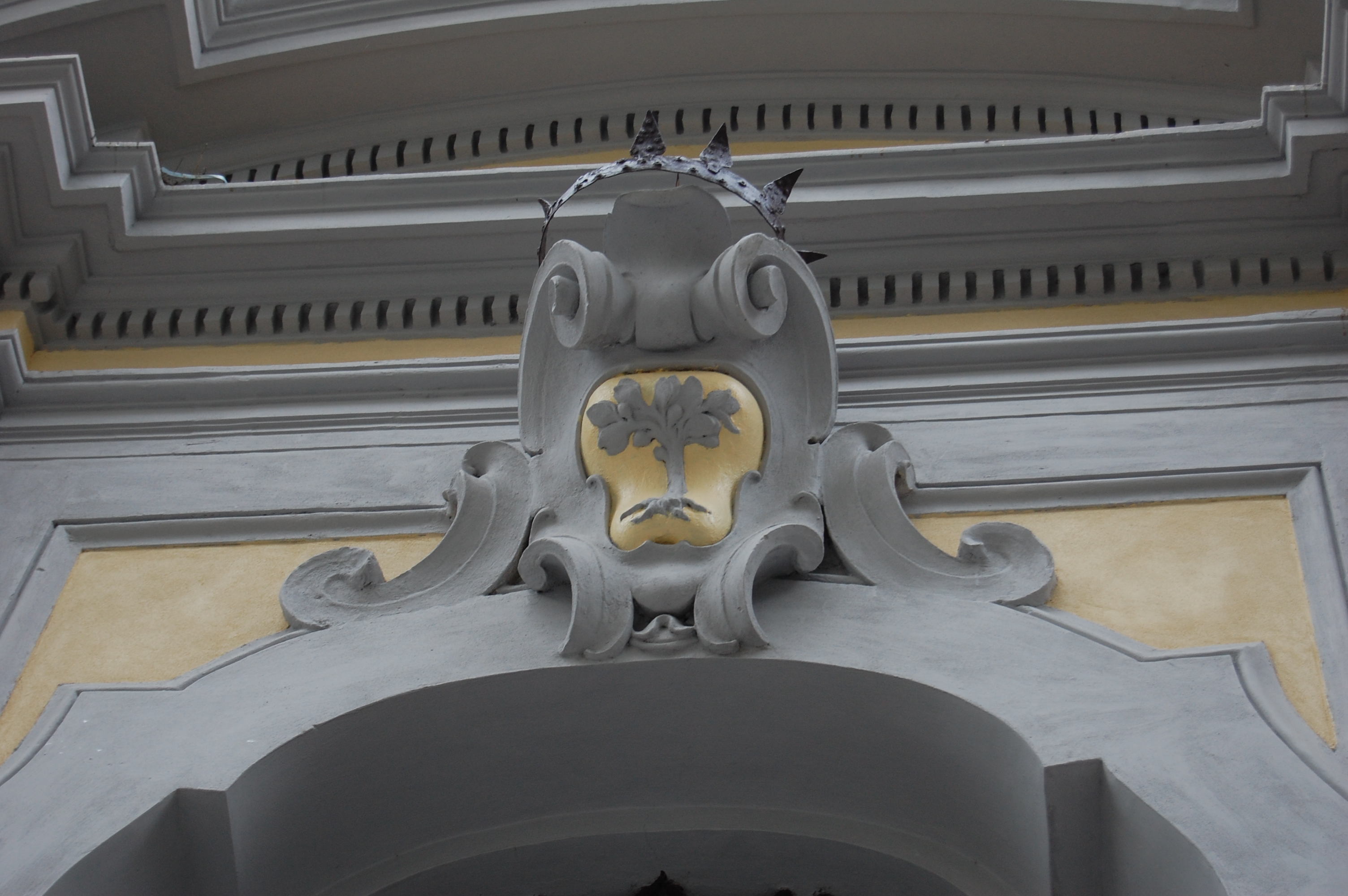
Stemma di Nocera dei Pagani presso la Chiesa del Corpo di Cristo a Nocera Inferiore
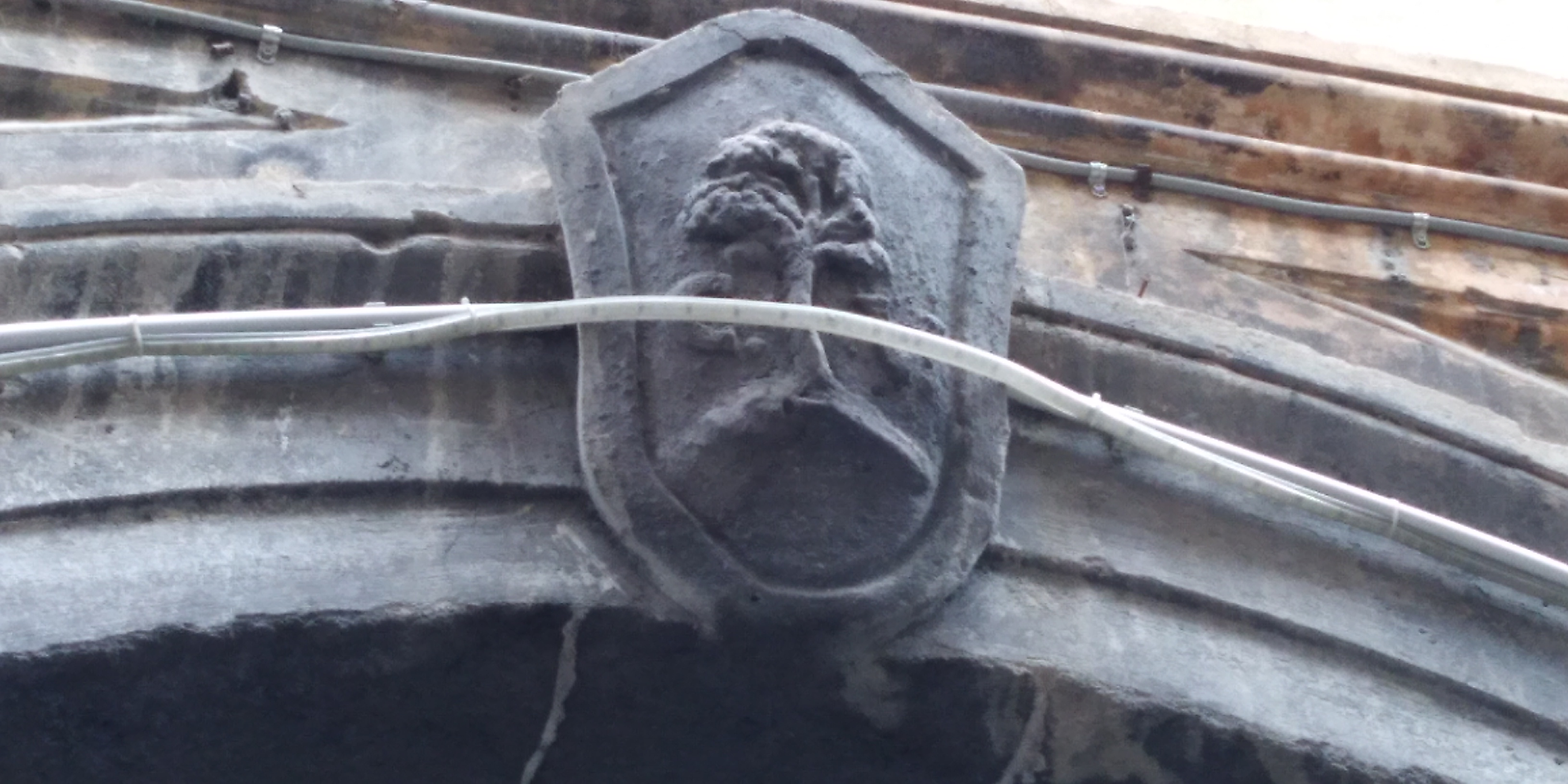
Stemma di Nocera dei Pagani presso il Palazzo de' Seminelle al Casale del Pozzo
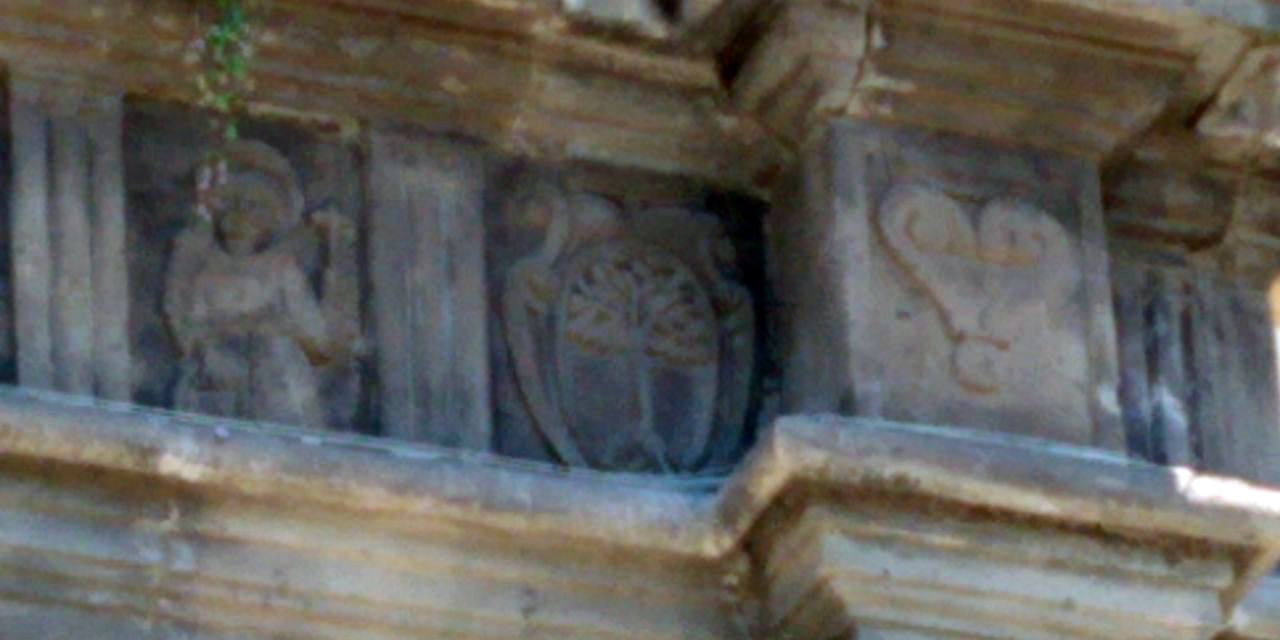
Stemma di Nocera dei Pagani presso il Convento di Santa Maria degli Angeli a Nocera Superiore
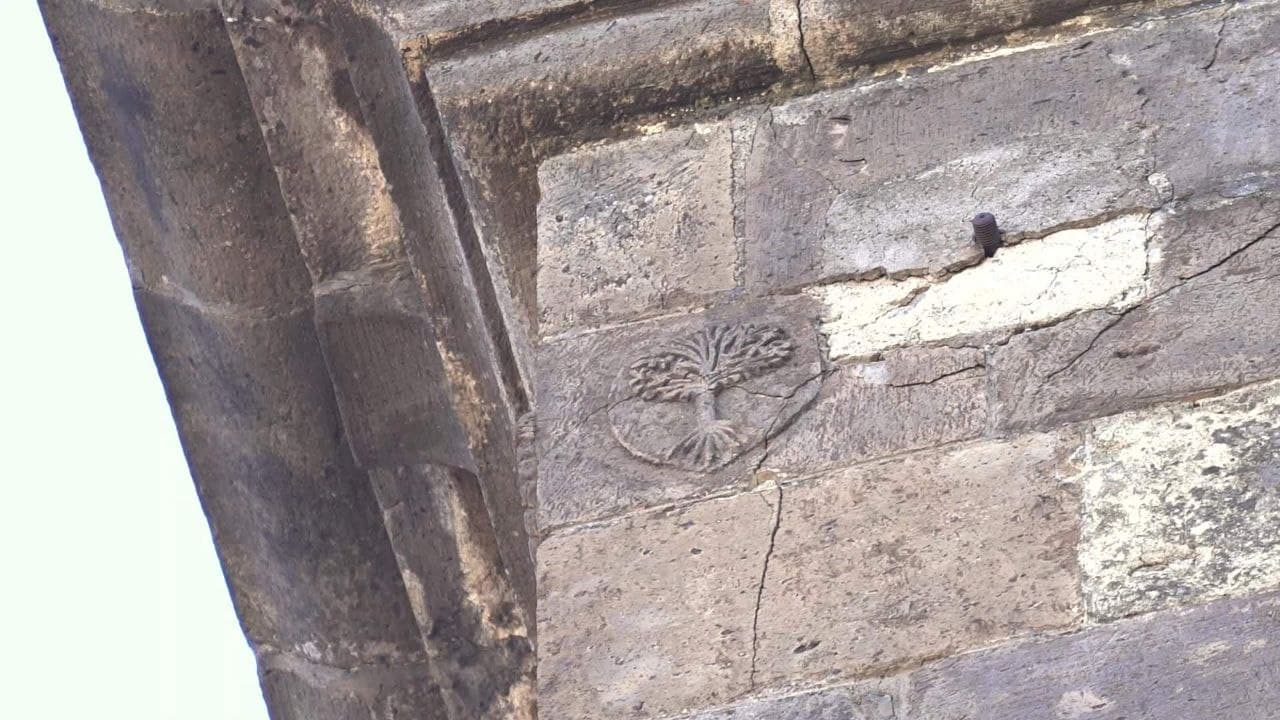
Fregio di Nocera dei Pagani sul campanile del convento di Sant'Antonio a Nocera Inferiore